# Peter Wang Kei Lei
Peter Lei Wang-kee (chinesisch 李宏基, * 29. März 1922 in Nam Hoi, Republik China; † 23. Juli 1974 in Hongkong) war ein chinesischer Geistlicher.
Lei Wang-kee wurde am 6. Juli 1952 zum Priester für das Bistum Hongkong geweiht.
Papst Paul VI. ernannte ihn am 3. Juli 1971 zum Weihbischof in Hongkong und Titularbistum von Octaba. Am 8. September 1971 weihte Francis Xavier Hsu Chen-Ping, Bischof von Hongkong, ihn zum Bischof. Mitkonsekratoren waren Stanislaus Lo Kuang, Erzbischof von Taipeh, und Paulo José Tavares, Bischof von Macau. Nach dem Tod von Hsu Chen-Ping am 23. Mai 1973 ernannte Papst Paul VI. Lei Wang-kee zum Bischof von Hongkong.